# Reidar Kristiansen
Reidar Kristiansen (Fredrikstad, 19 marzo 1927 – 11 febbraio 1999) è stato un calciatore norvegese, di ruolo centrocampista.

## Carriera

### Giocatore

#### Club
Kristiansen giocò per il Fredrikstad a livello giovanile, per poi passare al Lisleby. Nella primavera del 1954, ritornò al Fredrikstad, dove diventò uno dei calciatori più vincenti della storia del club.
Soprannominato Kvammen, vinse tre campionati (1953-1954, 1959-1960 e 1960-1961) e due coppe nazionali (1957 e 1961). Fu capitano e rigorista del Fredrikstad, restandovi in forza fino al 1962, anno del suo ritiro.

#### Nazionale
Kristiansen conta 15 presenze per la Norvegia. Esordì in data 8 maggio 1955, nella sconfitta per 0-5 contro l'Ungheria.

### Allenatore
Dal 1964 al 1965, fu allenatore dello Østsiden.

## Palmarès

### Club

#### Competizioni nazionali
- Campionato norvegese: 3

Fredrikstad: 1953-1954, 1959-1960, 1960-1961
- Coppa di Norvegia: 2

Fredrikstad: 1957, 1961